# Elisabetta Grimani
Elisabetta Grimani (* 1731; † 31. August 1792 in Treviso) trug als Ehefrau des Dogen Ludovico Manin als letzte Frau den Titel der Dogaressa Venedigs. 

## Leben
Elisabetta Grimani wurde als Tochter von Giannantonio Grimani (aus der Linie, dem Zweig Servi) aus der Patrizierfamilie Grimani geboren. Elisabetta Grimani heiratete am 23. September 1748 in der Kirche Santa Maria della Salute Ludovico Manin, der 1789 zum Dogen von Venedig gewählt wurde. Die Ehe blieb kinderlos.
Sie starb 1792 in Treviso nach zeitgenössischen Berichten an einer Nervenkrankheit, die ihre geistige Gesundheit beeinträchtigte. Sie erhielt als letzte Person ein Staatsbegräbnis. Sie wurde in der Kirche Santa Maria di Nazareth bestattet, wo auch ihr Mann 1802 beerdigt worden war.